# Hednota pleniferellus
Hednota pleniferellus là một loài bướm đêm thuộc họ Crambidae. Nó được tìm thấy ở Úc, bao gồm Tasmania.

## Hình ảnh

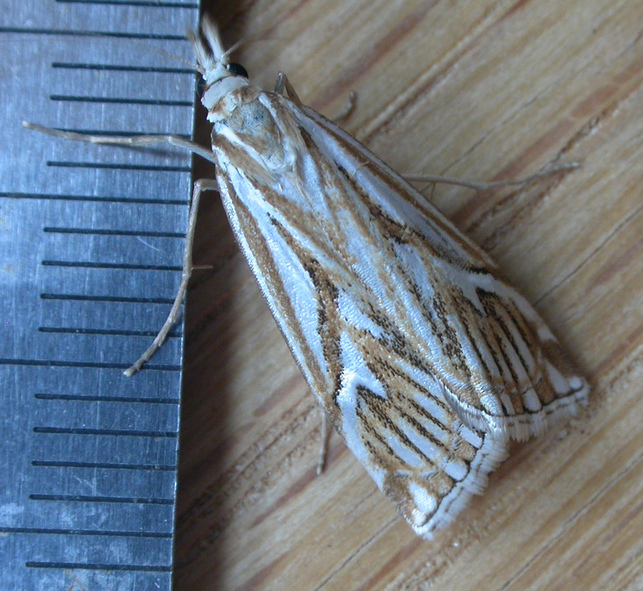